# Інклісіран
Інклісіран — фармакологічний засіб для лікування гіперхолестеринемії, а саме — для зниження холестерину ліпопротеїдів низької густини (ЛПНГ) у дорослих пацієнтів з атеросклерозом та з гетерозиготною сімейною гіперхолестеринемією.
Інклісіран являє собою дволанцюжкову малу інтерферуючу рибонуклеїнову кислоту (siPHK), що знижує рівень холестерину, кон'юговану на кодуючому ланцюзі з триантенним N-ацетилгалактозаміном (GalNAc) для полегшення поглинання гепатоцитами. У гепатоцитах інклісіран використовує механізм РНК-інтерференції та направляє каталітичний розпад мРНК на пропротеїнову конвертазу субтилізин-кексину типу 9 (PCSK9). Це збільшує рециркуляцію та експресію рецепторів холестерину ліпопротеїдів низької густини (англ. LDL-C) на поверхні клітин гепатоцитів, що збільшує поглинання холестерину ЛПНГ та знижує його рівень у крові. Шлях введення — підшкірна ін'єкція.

## Історія
У 2019 році «The Medicines Company» (дочірня компанія фармацевтичної корпорації «Novartis», яка одержала ліцензійні права на інклісіран від «Alnylam Pharmaceuticals») оголосила про позитивні результати основного дослідження фази III (усі первинні та вторинні кінцеві точки були досягнуті з ефективністю відповідно до досліджень фази I та II).

## Фармакологічні властивості

### Фармакодинаміка

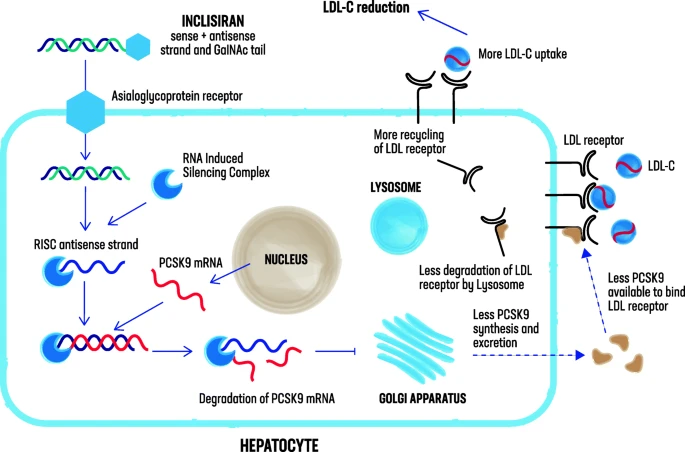
Механізм дії інклісірану.

Після одноразового підшкірного введення 284 мг інклісірану зниження холестерину ЛПНГ було помітним протягом 14 днів. Середнє зниження у холестерину ЛПНГ на 48–51 % спостерігалось через 30-60 днів після введення дози. На 180 день рівень холестерину ЛПНГ був все ще знижений приблизно на 53 %. Вплив інклісірану на серцево-судинну захворюваність та смертність не визначався.

### Фармакокінетика
Після одноразового підшкірного введення системний вплив інклісірану збільшувався приблизно пропорційно дозі в діапазоні від 24 мг до 756 мг. При рекомендованому режимі дозування 284 мг концентрація в плазмі досягала піку приблизно через 4 години після введення, із середнім значенням Сmax 509 нг/мл. Концентрації досягали рівня нижче порогу чутливості протягом 48 годин після введення. Середня площа під кривою «концентрація в плазмі/час», екстрапольована до нескінченності, становила 7980 нг*год/мл. Фармакокінетичні результати після багаторазового підшкірного введення інклісірану були подібними до одноразової дози. Інклісіран на 87 % зв'язується з білками in vitro при відповідних клінічних концентраціях у плазмі крові. Після одноразового підшкірного введення 284 мг інклісірану здоровим дорослим очевидний об'єм розподілу становить приблизно 500 л. На підставі неклінічних даних встановлено, що інклісіран добре засвоюється та має високу селективність до печінки — органу-мішені для зниження рівня холестерину. Кінцевий період напіввиведення інклісірану становить приблизно 9 годин, при багаторазовому дозуванні накопичення не відбувається. 16 % інклісірану виводиться з сечею.

## Показання
Інклісіран показаний для лікування дорослих пацієнтів з первинною гіперхолестеринемією (гетерозиготною сімейною та несімейною) або змішаною дисліпідемією як доповнення до дієти:
- у поєднанні зі статином або статином та іншими гіполіпідемічними засобами у пацієнтів, в яких цільовий рівень холестерину ЛПНГ не може бути досягнутий за допомогою максимально переносимої дози статину, або
- окремо чи в поєднанні з іншими гіполіпідемічними засобами лікування у пацієнтів з непереносимістю або протипоказаннями до статину.

## Протипоказання
Підвищена чутливість до діючої речовини або будь-якої з допоміжних речовин.

## Побічні ефекти
За частотою виникнення побічні ефекти класифікуються таким чином: дуже часто (≥ 1/10); часто (≥ 1/100 < 1/10); нечасто (≥ 1/1000 < 1/100); рідко (≥ 1/10000 < 1/1000); дуже рідко (< 1/10000), невідомо (не можна оцінити з наявних даних). За інформацією виробника, можливий розвиток таких побічних ефектів:
- загальні розлади та реакції у місці введення: часто — побічні реакції у місці введення (реакції у місці ін'єкції (3,1 %), біль у місці ін'єкції (2,2 %), еритема у місці ін'єкції (1,6 %) та висип у місці ін'єкції (0,7 %)).
- з боку імунної системи: підтверджена позитивність була виявлена у 1,8 % (33/1830) пацієнтів до введення дози та у 4,9 % (90/1830) пацієнтів протягом 18 місяців лікування інклісіраном, проте клінічно значущих відмінностей у профілях клінічної ефективності, безпеки та фармакодинаміки інклісірану у пацієнтів, які мали позитивний результат на антитіла до інклісірану, не спостерігалось.

## Особливості застосування

### Діти
Безпека та ефективність у педіатричних пацієнтів не вивчалися, тому інклісіран не застосовується у пацієнтів до 18 років.

### Вагітність і лактація
Дані щодо застосування інклісірану у вагітних відсутні або обмежені. Дослідження на тваринах не вказують на прямі або непрямі шкідливі ефекти щодо репродуктивної токсичності, проте, як запобіжний захід бажано уникати застосування інклісірану під час вагітності.
Невідомо, чи проникає інклісіран у грудне молоко. Наявні фармакодинамічні/токсикологічні дані у тварин показали виділення інклісірану в молоко, тому можливий ризик для новонароджених/немовлят. Рішення про припинення грудного вигодовування або припинення/утримання від терапії інклісіраном слід приймати, беручи до уваги користь грудного вигодовування для дитини та користь лікування для жінки.
Водночас, за іншими даними, є ризик ушкодження плоду і застосування інклісірану у вагітних слід уникати.

## Взаємодії
Інклісіран не є субстратом для звичайних транспортерів лікарських засобів і, хоча дослідження in vitro не проводились, не передбачається, що він є субстратом цитохрому Р450. Інклісіран не є інгібітором або індуктором ферментів цитохрому Р450 або звичайних транспортерів лікарських засобів. Отже, клінічно значущих взаємодій інклісірану з іншими лікарськими засобами не очікується. Виходячи з обмежених даних, клінічно значущих взаємодій з аторвастатином, розувастатином або іншими статинами не очікується.

## Зареєстровані в Україні препарати
Станом на липень 2024 року в Україні зареєстрований один препарат з діючою речовиною інклісіран:
| Торговельна назва | Виробник | Форма випуску |
| ----------------- | --- | --- |
| Сібрава           | Новартіс Фарма ГмбХ (Німеччина), або Сандоз ГмбХ (Австрія), або Новартіс Фармасьютикал Мануфактурінг ГмбХ (Австрія) | розчин для ін'єкцій, 284 мг/1,5 мл; по 1,5 мл розчину у попередньо наповненому шприці; по 1 попередньо наповненому шприці в картонній коробці |

## Правовий статус
В Україні відпускається за рецептом.